# Pseudoligosita masneri
Pseudoligosita masneri är en stekelart som beskrevs av Gennaro Viggiani 2005. Pseudoligosita masneri ingår i släktet Pseudoligosita och familjen hårstrimsteklar. Inga underarter finns listade i Catalogue of Life.